# هارولد هتلینگ
هارولد هتلینگ (۲۹ سپتامبر ۱۸۹۵–۲۶ دسامبر ۱۹۷۳) یک آمار ریاضی‌دان و یک تئوریسین تأثیرگذار اقتصاد بود. قانون هتلینگ و توزیع t هتلینگ جزو مشهورترین کارهای علمی اوست. وی از سال ۱۹۲۷ تا ۱۹۳۱ استاد ریاضی دانشگاه استفورد، از سال ۱۹۳۱ تا ۱۹۴۶ عضو هیئت علمی دانشگاه کلمبیا و از سال ۱۹۴۶ تا پایان عمر استاد آمار ریاضی دانشگاه کارولینای شمالی در چپل هیل بود. یک خیابان در چپل هیل به نام او نام گذاری شده است.
هتلینگ مردی سرشار از علاقه و استعداد بود. بعد از اخذ مدرک لیسانس در رشته روزنامه‌نگاری در سال ۱۹۱۹ از دانشگاه واشنگتن، تحصیلات تکمیلی خود را در رشته ریاضی و در دانشگاه پرینستون ادامه داد. او در سال ۱۹۲۴ مدرک دکتری خود را با ارائه تز خود در گرایش توپولوژی به پایان رساند. پس از خروج از دانشگاه پرینستون، به عنوان محقق در مؤسسه تحقیقات غذا در دانشگاه استنفورد مشغول به کار شد. سپس در سال ۱۹۲۷ به دانشکده ریاضی دانشگاه استنفورد منتقل شد. در این دوران بود که تحقیقاتش را بر روی آمار و اقتصاد متمرکز کرد. زمینه‌هایی که تا پایان عمر تمامی کارهای علمی‌اش مرتبط به آن بود. وی یکی از معدود امریکایی‌هایی بود که در ده ۲۰ میلادی انقلابی که فیشر در آمار راه انداخته بود را درک کرد و شش ماه در سال ۱۹۲۹ به ایستگاه تحقیقاتی روتامستد در بریتانیا رفت تا با فیشر کار کند.↵در ۱۹۳۱ هتلینگ کرسی استادی اقتصاد در دپارتمان اقتصاد دانشگاه کلمبیا را پذیرفت. در طول ۱۵ سالی که در آن جا بود، در کنار تدریس اقتصاد ریاضی، بیشتر انرژی اش را به توسعه اولین برنامه مدرن (فیشری) آمار معطوف ساخت. هتلینگ با کمک مالی که از بنیاد کارنگی دریافت کرد، توانست یک دانشیار پژوهشی که می‌توانست تدریس نیز داشته باشد، به استخدام درآورد. از جمله کسانی که در این کرسی به تحقیق و تدریس مشغول شدند، می‌توان به آبراهام والد و هنری من اشاره کرد.
از دانشجویان او می‌توان به ساموئل ویلکس، آلن والیس، ژاکوب ولفوویتس، آلبرت بوکر و مییر گیرشیک اشاره کرد که برنامه‌های مشابهی را در دانشگاه‌های پرینستون، استنفورد، شیکاگو و کرنل راه اندازی کردند.
هتلینگ به دلیل حس انسان دوستی بسیار، همواره در خانه اش در نیوجرسی پذیرای دانشجویان و محققان از سراسر دنیا بود. در خلال جنگ جهانی دوم، جزو مخالفان سرسخت ارتش نازی بود. ارتش آمریکا به اصرار وی یک گروه تحقیقاتی آمار در کلمبیا تأسیس کرد و ریاست آن را به هتلینگ داد. این گروه روی کنترل کیفیت مهمات کار می‌کرد. در ۱۹۴۶ در پاسخ به پیشنهاد بسیار جذاب دانشگاه کارولینای شمالی به آن دانشگاه نقل مکان کرد و خیلی زود یک دپارتمان قوی در آمار ریاضی ساخت.
هتلینگ در سال ۱۹۲۰ با فلوی تریسی ازدواج کرد و صاحب دو فرزند شد. پس از مرگ زودهنگام همسرش در سال ۱۹۳۴، با سوسانا ادموندسون ازدواج کرد که حاصل این ازدواج ۵ فرزند بود. وی در سال ۱۹۶۶ بازنشسته شد ولی در چپل هیل ماند تا در سال ۱۹۷۳ پس از یک دوره طولانی بیماری از دنیا رفت.

## کارهای علمی در اقتصاد
هارولد هتلینگ ۶ مقاله بزرگ در اقتصاد نوشت. از بین این مقالات، ۴ مقاله در طول زمان، تأثیر عمیقی بر روی رشته اقتصاد گذاشت. ۲ مقاله دیگر نیز به همان اندازه ارزشمند بودند اما در مورد موضوعاتی بود که دیگران نیز روی آن کار کرده بودند. هتلینگ از دوران لیسانس علاقه‌مند به اقتصاد بود و علی‌رغم اینکه رشته اش روزنامه‌نگاری بود، تعدادی درس در زمینه اقتصاد نیز گذراند. با وجود این که پایان‌نامه دکتری اش در مورد توپولوژی بود، ولی علاقه اش به اقتصاد، منجر به چاپ مقاله‌ای در اقتصاد، همزمان با چاپ یکی از مقالات مرتبط با پایان‌نامه اش، شد. این مقاله در مورد مفهوم اقتصادی استهلاک (۱۹۲۵) بود. (به طور خیلی تصادفی و البته بدون تأثیر در زندگی هتلینگ، عموی اسوالد وبلن، استاد راهنمای پایان‌نامه اش، یکی از مشهورترین اقتصاد دانان غیرارتدکس یعنی تورستن وبلن بود ). این مقاله هتلینگ تبدیل به یک استاندارد برای تمامی مقالات اقتصاد بعد از آن شد. کار هتلینگ نیازمند استفاده از مقداری ریاضیات شامل حساب متغیرها و حل یک معادله انتگرالی در یک حالت عمومی بود. اگرچه در آن زمان، به صورت سنتی از ریاضیات در اقتصاد استفاده می‌شد، ولی هنوز استفاده از ریاضیات به طور عمومی گسترش نیافته بود. استفاده مداوم و پیوسته از ریاضیات در اقتصاد، در حقیقت با هتلینگ و چند محقق معاصر اروپایی همزمان با او آغاز شد.
مقاله دیگری که شروع آن تقریباً همزمان با مقاله اول بود، ولی بعداً و در سال ۱۹۲۹ در یک ژورنال مهم اقتصاد چاپ شد، در مورد موضوعی بود که توسط خود او معرفی شد: رقابت مکانی. هتلینگ دریافت که هنگامی که بنگاه‌ها به صورت مکانی از هم جدا می‌شوند، هزینه مصرف‌کننده نه تنها شامل قیمت بلکه شامل هزینه حمل و نقل هم می‌شود؛ بنابراین بنگاه‌ها تمایل دارند که از نظر مکانی در وسط متمرکز شوند. او همچنین اشاره کرده بود که این تحلیل تفاوت مکانی می‌تواند به منزله تفاوت کیفیت در محصولات نیز تعبیر شود. روش او شامل پیدا کردن تعادل نش یک بازی دو مرحله‌ای بود که در مرحله اول بنگاه‌ها مکان خود را تعیین می‌کنند و در مرحله دوم قیمت خود را تعیین می‌کنند. (این روش البته سالهای بسیاری قبل از تعریف و ارائه نظریه بازی‌ها توسط هتلینگ مطرح شده بود!). وی همچنین مطرح کرده بود که این تحلیل می‌تواند برای رقابت بین دو حزب سیاسی نیز مورد استفاده قرار بگیرد؛ جایی که هر دو تمایل دارند در میانه قرار بگیرند. سی سال بعد، با کمک محققانی مثل هووارد بوئن، دونکان بلک و آنتونی داونز این ایده به علوم سیاسی راه یافت و تحت عنوان نظریه رای‌دهنده میانه مطرح شد. نظریه‌ای که تا به امروز جزو نظریه‌های اصلی علوم سیاسی باقی مانده است. البته متأسفانه کار هتلینگ دارای یک ضعف عمده بود. او از شرایط محلی برای ماکزیمم سازی استفاده کرده بود که در آن مسئله، شرط کافی نبود. ضعفی که البته ۵۹ سال بعد توسط دی آسپرمونت و همکارانش به آن اشاره شد.
تاثیرگذارترین مقاله او، مقاله‌ای بود که در مورد اقتصاد منابع تجدید ناپذیر (مثل مواد معدنی از جمله نفت) در سال ۱۹۳۱ نوشت. او در مورد موضوعی بحث کرد که طبق آن، قیمت یک کالا (به صورت دقیق تر، اضافه قیمت روی هزینه استخراج) باید با نرخ مشابه نرخ بهره در طول زمان افزایش پیدا کند. در توضیح این موضوع، همانند قسمت‌هایی از مقاله سابقش در مورد استهلاک، از حساب متغیرها، در محدوده‌ای خارج از علم بسیاری از اقتصاد دانان آن زمان، استفاده کرده بود. مقاله او قبل از چاپ، توسط یکی از ژورنال‌های اقتصاد رد شده بود. بعد از جنگ جهانی دوم و در خلال نگرانی‌های جهانی راجع به منابع پایان پذیر، مقاله هتلینگ به عنوان یکی از موضوعات مهم در تجزیه و تحلیل آینده کمبود منابع مورد تصدیق قرار گرفت.
دو مقاله او در مورد نظریه‌های بنگاه و مصرف‌کننده (۱۹۳۲ و ۱۹۳۵) بهترین تفسیر از موضوع مورد نظر بود. هتلینگ این موضوعات را به طور کامل به نظریه عمومی ریاضیات در مورد حداکثرسازی مقید و غیرمقید مرتبط کرد و به وسیله شرایط مرتبه اول و تفسیر شرایط مرتبه دوم، روی تقارن کشش‌های متقاطع تقاضا و عرضه تأکید ویژه‌ای کرد. مقاله اول یک نگاه سیستماتیک به هر تعدادی از کالاها داشت که بر اساس تحلیل نموداری برای دو کالا نتیجه گرفته شده بود. مقاله دوم پنجره جدیدی را به روی علم اقتصاد باز کرد، اما بعداً مشخص شد که ایده اولیه آن توسط اسلاتسکی، نظریه‌پرداز روسی در زمینه احتمال، در یک ژورنال ایتالیایی آمار، ۲۱ سال زودتر، پیش بینی شده بود. این مقالات اساس درس اقتصاد ریاضی او در سال‌های ۱۹۴۱ و ۱۹۴۲ در دانشگاه کلمبیا بود.
یکی از مقالات هتلینگ که در کوتاه‌ترین زمان به رسمیت شناخته شد، مقاله او در مورد این موضوع بود که آیا تغییر سیاست، می‌تواند موجب یک پیشرفت اقتصادی شود یا خیر (۱۹۳۸). با وجود این که ایده اصلی او در طول زمان، در علم اقتصاد سایه افکنده بود، اما هیچ‌گاه توضیح و تفسیر دقیق معیارهای رفاه به صورت روشن و واضح بیان نشده بود. هتلینگ نه تنها تفسیر روشنی از رفاه ارائه داد و یک دلیل دقیق و ساده برای آن بیان کرد، بلکه ایده‌های جدیدی برای اندازه‌گیری بهبود رفاه، به خصوص در یک دنیای چندین کالایی معرفی کرد.
این مقاله به همراه چند اظهار نظر که در مقالات قبلی وی بیان شده بود، به روشنی تمایلات هتلینگ را به سوسیالیسم بازار نشان می‌داد. علی‌رغم این که کارهای او بر اساس اصول استاندارد اقتصاد بود، هتلینگ به بیان این موضوع پرداخت که این اصول الزاماً به مفاهیم اقتصاد آزاد منجر نمی‌شوند؛ و بالاخره یکی از پرکاربردترین کارهای علمی هتلینگ که نه تنها در یکی از مقالاتش (۱۹۴۷)، بلکه در نامه‌ای که به رئیس اداره خدمات پارک‌های ملی نوشته بود بیان شده، نحوه اندازه‌گیری ارزش پارکهای ملی است. هتلینگ در مقاله خود اینطور به این موضوع پرداخته بود که چون هزینه ورودی این پارک‌ها نسبتاً پایین است، مردم احتمالاً از بازدید این پارک‌ها در مقایسه با هزینه ورودی آن، رضایت کسب می‌کنند. از آن جایی که مردم برای بازدید از این پارک‌ها، معمولاً باید فاصله قابل توجهی را طی کنند، متحمل هزینه می‌شوند. اگر ما طولانی‌ترین فاصله طی شده توسط مردم را پیدا کنیم، این افراد می‌توانند به عنوان کسانی که احتمالاً رضایت صفر کسب می‌کنند در نظر گرفته شوند؛ بنابراین افرادی که از فواصل نزدیک تر آمده‌اند، اضافه رفاهی کسب می‌کنند که می‌توان آن را محاسبه کرد. با انتگرال گیری این مقادیر روی جمعیت، می‌توان میزان کل رضایت مردم را اندازه‌گیری کرد. این روش که روش هزینه حمل و نقل نامیده می‌شود، به صورت مکرر برای ارزیابی سود اجتماعی پارک‌ها و مکان‌های جغرافیایی مشابه مورد استفاده قرار گرفته است.